# Miguelópolis
Miguelópolis là một đô thị ở bang São Paulo của Brasil. 

## Địa lý
Đô thị này nằm ở vĩ độ 20º10'46" độ vĩ nam và kinh độ 48º01'55" độ vĩ tây, trên khu vực có độ cao 510 m. Dân số năm 2007 ước khoảng 19.972 người. 
Đô thị này có diện tích 826,9 km².

## Thông tin nhân khẩu
Dữ liệu điều tra - 2007
Tổng dân số: 19.972
- Dân số thành thị: 17.561
- Dân số nông thôn: 1.458
- Nam giới: 9.561
- Nữ giới: 9.458

Mật độ dân số (người/km²): 23,00
Tỷ lệ tử vong trẻ sơ sinh dưới 1 tuổi (trên một triệu người): 9,86
Tuổi thọ bình quân (tuổi): 74,80
Tỷ lệ sinh (số trẻ trên mỗi bà mẹ): 2,76
Tỷ lệ biết đọc biết viết: 86,21%
Chỉ số phát triển con người (HDI-M): 0,791
- Chỉ số phát triển con người - Thu nhập: 0,709
- Chỉ số phát triển con người - Tuổi thọ: 0,830
- Chỉ số phát triển con người - Giáo dục: 0,833

(Nguồn: IPEADATA)